# Media Forest
Media Forest é uma parada musical oficial de Israel. Fundado em 2005 na cidade de Netanya em Israel. A empresa monitora faixas de radiodifusão e canais, tais como estações de rádio e canais de TV e, por conseguinte, fornece um valor acrescentado de conteúdo e serviços de informação. A empresa fornece um serviço em que artistas e músicos Compre uma assinatura que lhes fornece informações em tempo real nos canais de radiodifusão, que têm uma interface de transmissão de Internet.
Desde a fundação Media Forest, a empresa estabeleceu os proprietários das franquias regionais que operam na França, Argentina, Moldávia, Bélgica, Roménia e Suíça.

## Posições
A empresa publica a parada uma vez por semana, todos os domingos. As paradas contêm dados gerados pelo Media Forest de acordo com qualquer música tocada durante o período compreendido entre o domingo anterior a hora 00:00:00 e sábado à noite às 23:59:59.
O gráfico semanal é publicado pelo Mako.